# 木下利匡
木下 利匡（きのした としまさ/としただ、生年不詳 - 天正12年（1584年））は、戦国時代の武将。通称勘解由左衛門。利国とも。高台院の叔父。

## 略歴
豊臣秀次に仕えた。山崎の戦い、賤ヶ岳の戦いに従軍。天正12年（1584年）の小牧・長久手の戦いにも兄・木下祐久とともに参陣。敗走する際、徳川軍に討たれた。